# لاسیریس
لاسیریس (نام علمی: Micropanchax pelagicus) نام یک گونه از تیره رنگین‌ماهیان است. این گونه در دریاچه آلبرت (آفریقا) که در نزدیکی آب‌های آزاد است، یافت می‌شود. لاسیریس دارای طولی به اندازه ۸ سانتی‌متر است.